# 戸田勝久
戸田 勝久（とだ かつひさ、1932年12月15日 - 2023年5月9日）は、日本の茶人、茶道研究家、創造学園大学名誉教授。茶名・宗安、裏千家今日庵業躰。
東京日本橋茅場町に即日庵戸田宗寛の長男として生まれる。慶應義塾大学文学部卒業、同大学院文学研究科修士課程修了。創造学園大学教授、名誉教授。2008年『武野紹鷗研究』『武野紹鴎研究 茶と文芸』で東京大学学術博士。元茶の湯文化学会前副会長。第5回茶道文化学術賞受賞。
死後、一般社団法人茶道裏千家淡交会から特別功労賞を追贈された。

## 著書
- 『武野紹鷗研究』中央公論美術出版 1969
- 『茶道霧海抄』講談社 1980
- 『近代の芸文と茶の湯』淡交社 茶道文化選書 1983
- 『南方録の展開 千利休秘伝書』平凡社 1988
- 『千利休の美学 黒は古きこゝろ』平凡社 1994
- 『茶の湯連翹抄』思文閣出版 2005
- 『武野紹鷗 茶と文藝』中央公論美術出版 2006
- 『南方録の行方』淡交社 2007
- 『護國寺茶の湯物語』里文出版 2012

### 編著など
- 立花実山『南方録』教育社新書 原本現代訳 1981
- 柳宗悦『茶と美』編 講談社 1986、講談社学術文庫 2000
- 『茶道学大系3 茶事・茶会』編 淡交社 1999
- 『茶道学大系9 茶と文芸』編 淡交社 2001
- 井伊直弼『茶湯一会集』校注 岩波文庫 2010